# CAGE FORCE EX -eastern bound- (2008年2月)
CAGE FORCE EX -eastern bound-（ケージ・フォース・イーエックス イースタン・バウンド）は、日本の総合格闘技団体「CAGE FORCE」の大会の一つ。2008年2月11日、東京都江東区有明のディファ有明で開催された。

## 大会概要
セミファイナル・メインイベントでは初代CAGE FORCEフェザー級王座決定トーナメント1回戦が行われ、山崎剛・ウィッキー聡生が準決勝進出を決めた。第4試合後のインターバルでは植松直哉・岡見勇信・吉田善行がケージに登場した。

## 試合結果

### プレリミナリー・ファイト
第1試合 フェザー級 5分2R
○  鈴木わたる vs.  渡辺学 ×
1R 0:37 袈裟固め
第2試合 フェザー級 5分2R
○  直撃我聞 vs.  佐々木良太 ×
2R終了 判定3-0

### 本戦カード
第1試合 バンタム級 5分2R
○  中原太陽 vs.  手塚基伸 ×
1R 1:07 膝十字固め
第2試合 ライトヘビー級 5分2R
－  尾崎広紀 vs.  ノーマン・パライシー －
ノーコンテスト（当初は2R 0:37 アームロックで尾崎の勝ちであったが、2008年5月17日に訂正となった。）
第3試合 ウェルター級 5分2R
△  高嶋俊成 vs.  瀬戸哲男 △
2R終了 判定1-0
第4試合 ライト級 5分3R
○  児山佳宏 vs.  杉内勇 ×
2R 2:08 TKO（レフェリーストップ：パウンド）
第5試合 ライト級 5分3R
○  廣田瑞人 vs.  ジョニー・フラシェ ×
2R 0:08 KO（スタンドパンチ連打）
第6試合 ウェルター級 5分3R
○  門馬秀貴 vs.  イ・ヨンフン ×
1R 1:44 腕ひしぎ十字固め
第7試合 フェザー級王座決定トーナメント 1回戦 5分3R
○  山崎剛 vs.  尾崎大海 ×
2R 2:30 チョークスリーパー
※山崎が準決勝進出。
第8試合 フェザー級王座決定トーナメント 1回戦 5分3R
○  ウィッキー聡生 vs.  キム・ジョンマン ×
1R 2:43 KO（右フック→パウンド）
※ウィッキーが準決勝進出。